# Montichiari
Montichiari (IPA: /montiˈkjari/, Munticiàr in dialetto bresciano) è un comune italiano di 26 441 abitanti della provincia di Brescia in Lombardia. È situato a circa 20 chilometri a sud-est del capoluogo.

## Geografia fisica

### Territorio
Montichiari sorge in un territorio pianeggiante, con scarsi rilievi collinari, che può essere suddiviso in tre grandi parti: una centrale limitata alla zona in cui le acque del Chiese (sin dalla glaciazione di Wurm, X millennio a.C.) rendono maggiormente fertile il terreno e altre due, (una più ad est e l'altra più ad ovest) di origine glaciale, caratterizzate da rilievi e dalla maggiore assenza d'acqua. Il suo territorio confina ad est con Castiglione delle Stiviere (MN), a nord-est e nord con Calcinato, a nord-ovest con Castenedolo, a ovest con Ghedi a sud-ovest con Calvisano e a sud-est con Carpenedolo.
L'altitudine della città oscilla tra 71 m e 149 m s.l.m. (di norma, come altitudine media, viene preso il dato registrato nei pressi del comune che è di 104 m s.l.m.)
A seguito dell'Ordinanza del Presidente del Consiglio dei Ministri n. 3274 del 2003, ritoccata dalla giunta regionale n. 2129 del 21 luglio 2014, Montichiari è stata posta nella zona 3 ("sismicità bassa che può essere soggetta a scuotimenti modesti").

#### Orografia
Del territorio fanno parte sei colline di origine morenica (presenti nello stemma): San Pancrazio, Generale, San Giorgio, San Zeno, Santa Margherita e Rotondo. 

#### Idrografia
Il corso d'acqua più rilevante che scorre a Montichiari è il fiume Chiese che nasce nel Trentino presso la Val di Fumo. Le sue acque sono da sempre utilizzate per l'irrigazione dei campi e delle colture, ma anche nei processi industriali. Dal '900, però, in seguito alla continua diminuzione delle acque nel letto del fiume in estate, dovuta alla siccità e al massiccio utilizzo, si è fatto ricorso ai bacini d'acqua sotterranei presenti nel sottosuolo della città (in particolare nella frazione di Novagli). Proprio in questa frazione si attuò, sin dal XV secolo, un intenso disboscamento per bonificare i terreni (Novagli deriva appunto da questo "rinnovamento" della terra detto, in origine, "Novalia").
Dal XV secolo prese il via un lento programma di costruzione di canali per tutto il territorio monteclarense, partendo dalla zona posta più a nord fino a quella più meridionale, che, ancora nel XVII secolo, era però arida o paludosa. La sponda sinistra al Chiese (quella più ad est) fu la prima ad essere interessata dalla costruzione di canali come il Vaso Reale che copre una superficie di 145 ettari nella parte più a sud-est della città, o come il Vaso Bagatta (successivamente diviso in 6 sottogruppi e costruito nel 1749) che irriga una superficie di oltre 1 000 ettari nella parte a nord-est. Da metà del '700 i canali fecero la loro comparsa anche nella sponda di destra (Vaso di Santa Giovanna di circa 800 ettari, il Vaso di Canalone di 572 e il Vaso di Seriola Nuova della stessa superficie del precedente).

### Clima
Montichiari si trova nella zona climatica E (2.399 GG), caratterizzata un clima caldo e temperato, afoso d'estate, e con piovosità diffusa durante tutto l'anno.
| MONTICHIARI         | Mesi | Mesi | Mesi | Mesi | Mesi | Mesi | Mesi | Mesi | Mesi | Mesi | Mesi | Mesi | Stagioni | Stagioni | Stagioni | Stagioni | Anno  |
| MONTICHIARI         | Gen  | Feb  | Mar  | Apr  | Mag  | Giu  | Lug  | Ago  | Set  | Ott  | Nov  | Dic  | Inv      | Pri      | Est      | Aut      | Anno  |
| ------------------- | ---- | ---- | ---- | ---- | ---- | ---- | ---- | ---- | ---- | ---- | ---- | ---- | -------- | -------- | -------- | -------- | ----- |
| T. max. media (°C)  | 7    | 10   | 15   | 18   | 24   | 28   | 30   | 30   | 25   | 18   | 12   | 7    | 8        | 19       | 29,3     | 18,3     | 18,7  |
| T. min. media (°C)  | −1   | 0    | 4    | 7    | 13   | 17   | 19   | 19   | 14   | 10   | 4    | 0    | −0,3     | 8        | 18,3     | 9,3      | 8,8   |
| Precipitazioni (mm) | 38,6 | 43,4 | 34,6 | 77,9 | 74,5 | 84,6 | 58,1 | 68,8 | 86,2 | 80,9 | 66,0 | 52,0 | 134,0    | 187,0    | 211,5    | 233,1    | 765,6 |
| Giorni di pioggia   | 9    | 6    | 8    | 14   | 12   | 12   | 9    | 10   | 10   | 11   | 12   | 10   | 25       | 34       | 31       | 33       | 123   |

## Origini del nome
Monsignor Angelo Chiarini, storico della città di Montichiari, fa risalire la nascita del comune al 23 aprile 1167, con l'investitura feudale dei cittadini di Montichiari da parte dei conti Longhi. Ancora prima della fondazione il territorio veniva chiamato: Montis Clari (1099). Nel tempo esso subirà diverse trasformazioni seguendo l'evoluzione dell'italiano: Monteclario (1101), Monteclaro (XIII secolo), Montechiaro (XVI secolo), Montechiaro sul Chiese (1877) ed infine Montichiari. Se chiara risulta l'evoluzione del nome del comune, parzialmente oscura è invece la sua etimologia. Tradizionalmente, il nome Montichiari viene fatto derivare dall'antico nome romano Minervium, dato che venne eretto (sull'attuale colle san Pancrazio) un tempio in onore di Minerva. È forse più probabile, come sostiene Angelo Chiarini, che il termine derivi dall'unione del termine latino montes, nel volgare montis ("colli"), e di clari (termine che può assumere sia il significato di "privo di alberi" sia quello di "chiaro", in riferimento al colore di una creta particolarmente chiara che sorgeva nei pressi del primo luogo abitato). L'ambiguo utilizzo del plurale (Montis Clari e, poi, Montichiari) e del singolare (Montechiaro) potrebbe dipendere «dall'essersi attribuito talvolta il nome alle varie alture vicine, invece che ad una sola».

## Storia
(Anonimo, Historia de Montechiaro, dattiloscritto presso la Biblioteca Queriniana di Brescia, XVII secolo.)

### Preistoria
La posizione favorevole alla vita umana di Montichiari ha attratto, sin dal paleolitico, gruppi di nomadi come testimoniato da alcuni ritrovamenti di strumenti litici presso monte Rotondo (uno dei sei colli di Montichiari) risalenti a circa 200 000 anni fa.
In seguito al termine della glaciazione di Wurm e al progressivo aumento della temperatura media globale, inizia a diffondersi tra gli uomini la vita sedentaria, ancora di sussistenza, presso luoghi fertili e facilmente coltivabili (come le pianure) e con un'abbondante presenza di acqua (come nei pressi di fiumi o laghi). La Bassa Bresciana, compreso il territorio monteclarense, fu sempre luogo di migrazioni e di nuovi stanziamenti umani (metà V millennio a.C.).

### Età antica

#### Età del bronzo e l'occupazione dei Celti
Ancora prima dell'influenza celtica o romana, a Montichiari (in particolare sul monte Rotondo e nella parte nord del colle san Pancrazio) il Gruppo Archeologico Monteclarense (GAM) ha rinvenuto oggetti in bronzo, falci e asce (1877), e frammenti di oggetti fittili di possibile influenza terramaricola (1878). Il rinvenimento, nel 1932, di un'ascia in bronzo nel letto del fiume Chiese ha dato un'ulteriore conferma la presenza di un importante insediamento umano della tarda età del bronzo (XIV-XIII secolo a.C.) all'incirca situato presso l'attuale parco del castello Bonoris.
La sopravvivenza di questo macro-insediamento si situa probabilmente fino alla conquista celtica della pianura Padana posta, dagli storici romani, nel 388 a.C. Questo popolo entra presto in contatto con gli Etruschi, con cui instaurano un intenso scambio commerciale ed, inevitabilmente, anche una reciproca influenza culturale: i ritrovamenti di questo periodo nei comuni limitrofi a Montichiari (Castiglione delle Stiviere e Calvisano) variano da reperti celtici (spesso tombe e corredi funerari) ad etruschi (per lo più vasellame).

#### Età romana
La dominazione celtica fu però breve; già dal III secolo a.C. i Romani si interessarono ad acquisire nuovi domini nel nord con la fondazione di colonie prima di carattere militare e poi anche di carattere economico (nel tentativo di distribuire terreni ai nullatenenti che, con la conquista della penisola italiana, erano notevolmente aumentati).

### Età medievale

#### Gli Ostrogoti e i Longobardi (493-774)
(Casasopra Santo, "La rocca di Montechiaro" in Epitome di Storia Patria, 1898, p. 37.)
Nel 493 d.C. gli Ostrogoti di Teodorico conquistarono la penisola italiana. Della dominazione dei goti (e poi dei bizantini, che riuscirono a riconquistare la penisola fino al 568) non restano prove tangibili se non una lapide funeraria che sarebbe una conferma della presenza di un centro abitato:
(Iscrizione funeraria gota, VI secolo, ritrovamento del XVIII secolo, Montichiari (monte S. Zeno).)
Agli inizi di aprile del 568 (dopo varie altre incursioni), l'intero popolo dei Longobardi sconfisse i bizantini e migrò in più parti della penisola italiana. Lo storico dei Longobardi, Paolo Diacono (VIII secolo), scrive nella sua Historia Langobardorum che nel bresciano si stabilì un gran numero di longobardi del ceto nobiliare. La sua affermazione trova riscontro in molte città bresciane: numerosi infatti sono i centri abitati, durante il periodo longobardo (569-774), tra i quali figura Montichiari. Anche se non si hanno documenti scritti di un centro abitato (Paolo Diacono non fa menzione di Montichiari), dal 1998 alcuni scavi, presso una necropoli longobarda sul monte San Zeno, hanno rinvenuto oltre 300 tombe. Un'altra parziale conferma si può trovare in ambito linguistico: parole tipicamente della bassa bresciana (alcune passate poi nel vocabolario italiano) hanno un'origine longobarda.

#### Fatti d'arme nel corso del Basso Medioevo
Nel 1237 il comune fu assediato per due mesi dall'imperatore Federico II e nel 1260 fu messo a ferro e fuoco dal conte di Fiandra. Nel 1357, il conte Lando, con Ugolino Gonzaga e le forze della lega antiviscontea, giunsero nel territorio di Brescia per distogliere le genti di Bernabò Visconti dalle operazioni militari contro Mantova. Presso Montichiari si scontrarono con un grosso contingente visconteo che presidiava il ponte sul Chiese e lo sconfissero, catturando il comandante visconteo. Diversi furono i conflitti che si susseguirono fino al 1426, quando la Serenissima Repubblica Veneta si insediò in queste terre sino al 1797.

### Storia moderna

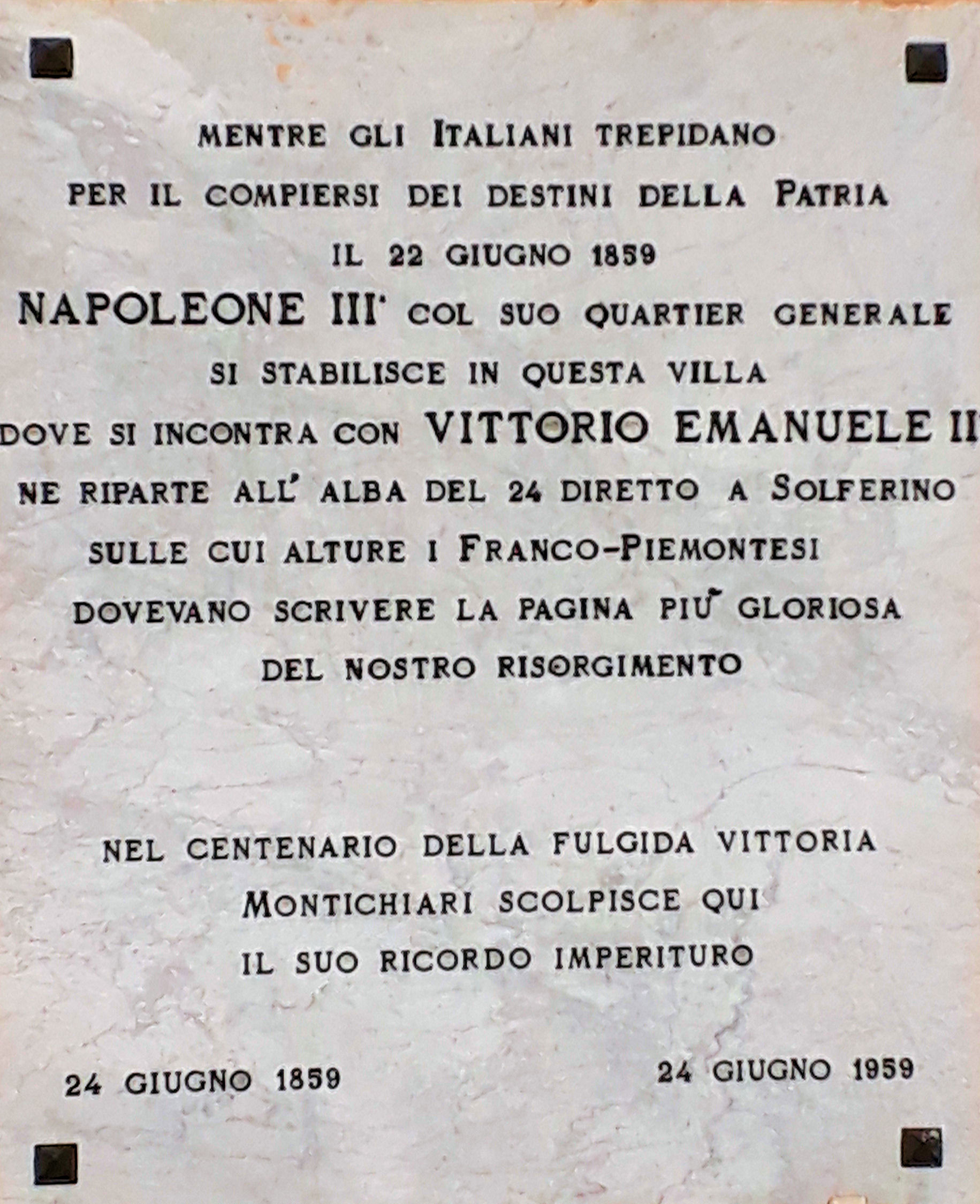
Montichiari, lapide su Palazzo Mazzucchelli a ricordo dell'incontro tra Napoleone III e Vittorio Emanuele II.

Importante è stata anche la presenza di Napoleone Bonaparte a villa Monti-Prignacca di Borgosotto, dal 29 luglio al 1º agosto 1796. A Montichiari Napoleone, nel territorio della brughiera posta a nord-ovest del centro abitato, dopo vari sopralluoghi e indagini, fece edificare, a partire dal 1º marzo 1807, un'importante caserma militare che ricopriva l'estensione di circa un chilometro quadrato, ora completamente distrutta.
La città di Montichiari si fece in seguito onore durante la Battaglia di San Martino e Solferino per la costante opera di assistenza ai feriti prestata da tutta la popolazione.
Nel comune di Montichiari si trovano diversi edifici di notevole importanza, tra questi il castello che fu fatto edificare alla fine dell'Ottocento, al posto dell'antica rocca e della chiesa di San Tommaso, dal conte Gaetano Bonoris, come copia fedele del castello del Valentino posto nell'omonimo parco nella città di Torino, che a sua volta fu costruito alla fine dell'Ottocento modellandolo sul castello di Fénis in Valle d'Aosta. L'interno è completamente affrescato ripetendo gli stessi motivi presenti nel castello della Manta, avendo gli artigiani che hanno lavorato al castello monteclarense usato gli stessi cartoni predisposti per le pitture del castello piemontese.
All'ombra del castello Bonoris è ubicato il piccolo ma prezioso Teatro Sociale, sempre intitolato al conte Gaetano Bonoris, che fu inaugurato il 18 ottobre 1890 con la messa in scena de Il Trovatore di Giuseppe Verdi.
Il monumento di maggiore rilievo di tutto il comune è però la pieve di San Pancrazio, posta sull'omonimo colle che si trova a sud dell'attuale centro storico. L'edificio, a tre navate e costruito in pietra, è del XII secolo. Si affaccia sulla pianura padana con la sua semplice ma bella facciata rivolta a ovest; all'interno si trovano affreschi databili dal XII al XV secolo.
Di notevole pregio poi il duomo con la sua imponente cupola, dedicato a Santa Maria Assunta, costruito in più fasi e terminato nel XVIII secolo. Nel corso del XX secolo l'edificio, con solenne concelebrazione, è divenuto basilica minore. Al suo interno di grande valore la pala, rappresentante l'Ultima Cena, di Girolamo di Romano detto il Romanino posta sull'altare del SS. Sacramento, proveniente dalla precedente chiesa rinascimentale posta nello stesso luogo in cui fu edificato il Duomo. Interessante anche la pala dell'Ascensione della Vergine posta sull'altare maggiore, opera del Pirovano.
Da ricordare, inoltre, tra le trenta chiese presenti sul territorio, la chiesa di San Pietro nel centro storico a pochi passi dal Duomo, la chiesa di Santa Maria del suffragio, la chiesa di Santa Cristina e il santuario de le Fontanelle posto a sud, vicino all'abitato di Carpenedolo, raggiungibile percorrendo la strada Asolana.
Il conte Giovanni Treccani degli Alfieri nacque a Montichiari (Brescia) il 3 gennaio 1877, Fondatore della Enciclopedia Treccani.
Nella vasta brughiera nei primi anni del Novecento si svolsero alcune competizioni motoristiche e aeree. Nel 1905, nei pressi della località Fascia d'Oro ci fu il traguardo della prima edizione della Coppa Florio, sul circuito di Brescia (Brescia-Cremona-Le Grazie-Goito-Brescia), vinta da Giovanni Battista Raggio. Nell'edizione della Coppa Florio del 1907, Montichiari fu poi coinvolta dal nuovo circuito di 61 km che percorreva il tracciato Brescia-Castiglione-Lonato-Brescia e che fu utilizzato in diverse manifestazioni motociclistiche nel 1913, nel 1920, nel 1921 e nel 1925.
Nel 1909, a Montichiari si svolse il primo circuito aereo internazionale a cui parteciparono personalità come Gabriele D'Annunzio, Franz Kafka e Giacomo Puccini.
Nel settembre 1921, si disputò sul circuito stradale di Montichiari la prima edizione del Gran Premio d'Italia, nonché quinta edizione della Coppa Florio, entrambe organizzate dall'Automobile Club di Milano. L'anno seguente il Gran Premio fu spostato sull'Autodromo di Monza, costruito appositamente. Nel giugno 1923, sul circuito monteclarense si tennero alcune gare automobilistiche e motociclistiche, ma in seguito non fu più utilizzato.
A Montichiari è presente l'Aeroporto di Brescia-Montichiari, che un tempo faceva parte di un'unica struttura militare comprendente anche il vicino aeroporto di Ghedi. La proprietà è passata poi dall'Aeronautica Militare al demanio civile; l'aerostazione passeggeri è stata inaugurata il 16 marzo 1999 alla presenza del Presidente del Consiglio Massimo D'Alema. Al 2022, l'aeroporto è la principale base di smistamento della posta aerea di Poste Italiane, ma non ospita voli civili di linea.

## Simboli
Lo stemma di Montichiari è stato concesso con decreto del presidente della Repubblica del 24 marzo 1994, in sostituzione del precedente decreto di riconoscimento del 28 maggio 1922 che riportava uno stemma d'azzurro, a sei monti (1, 2, 3) cuciti di verde, il superiore carico della croce latina d'argento.
Il gonfalone è un drappo di bianco.

### Onorificenze
Si fregia del titolo di città a seguito del Decreto del presidente della Repubblica del 27 dicembre 1991.

## Monumenti e luoghi d'interesse

### Architetture religiose

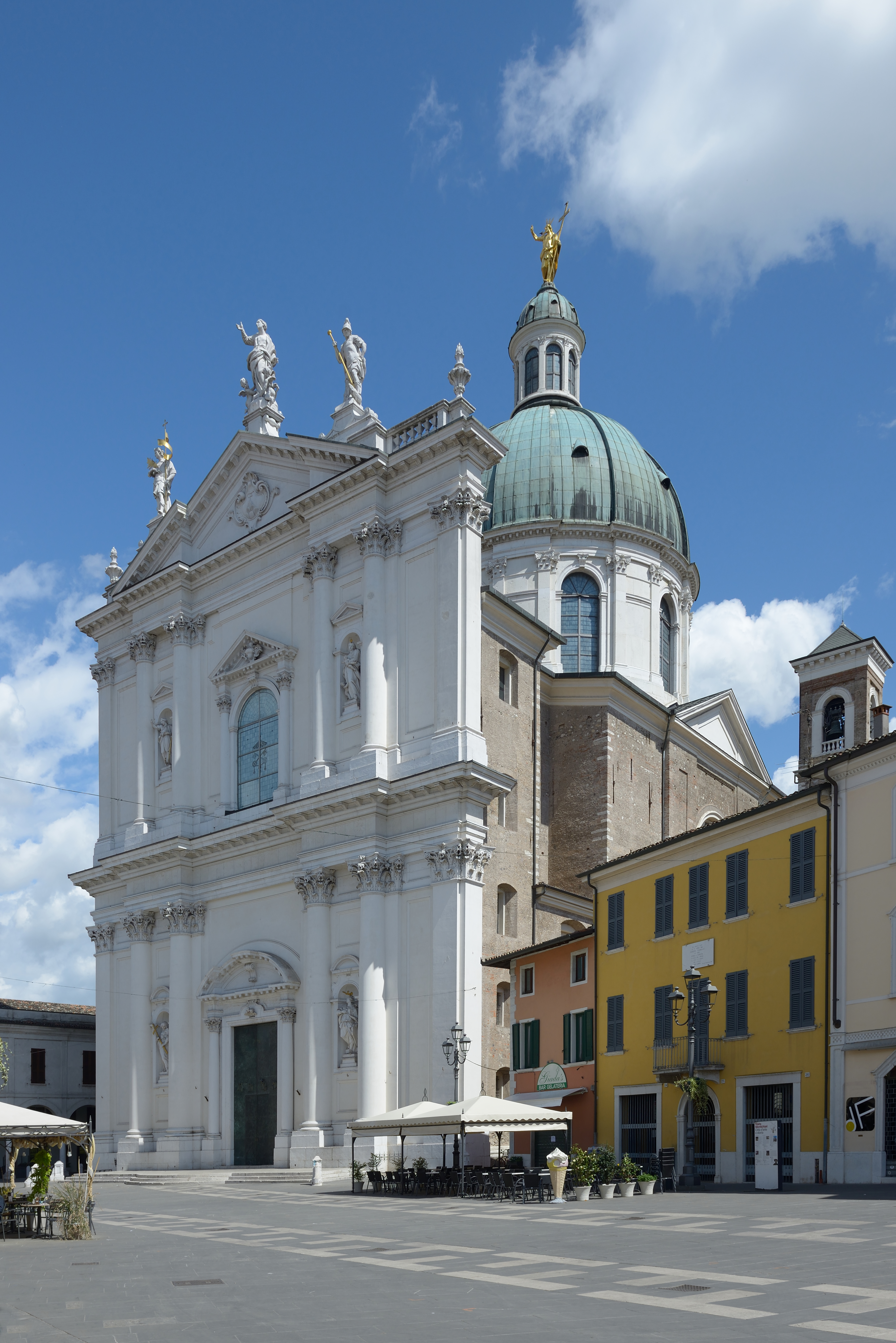
Facciata del duomo di Montichiari sulla piazza centrale

La facciata principale della pieve di San Pancrazio

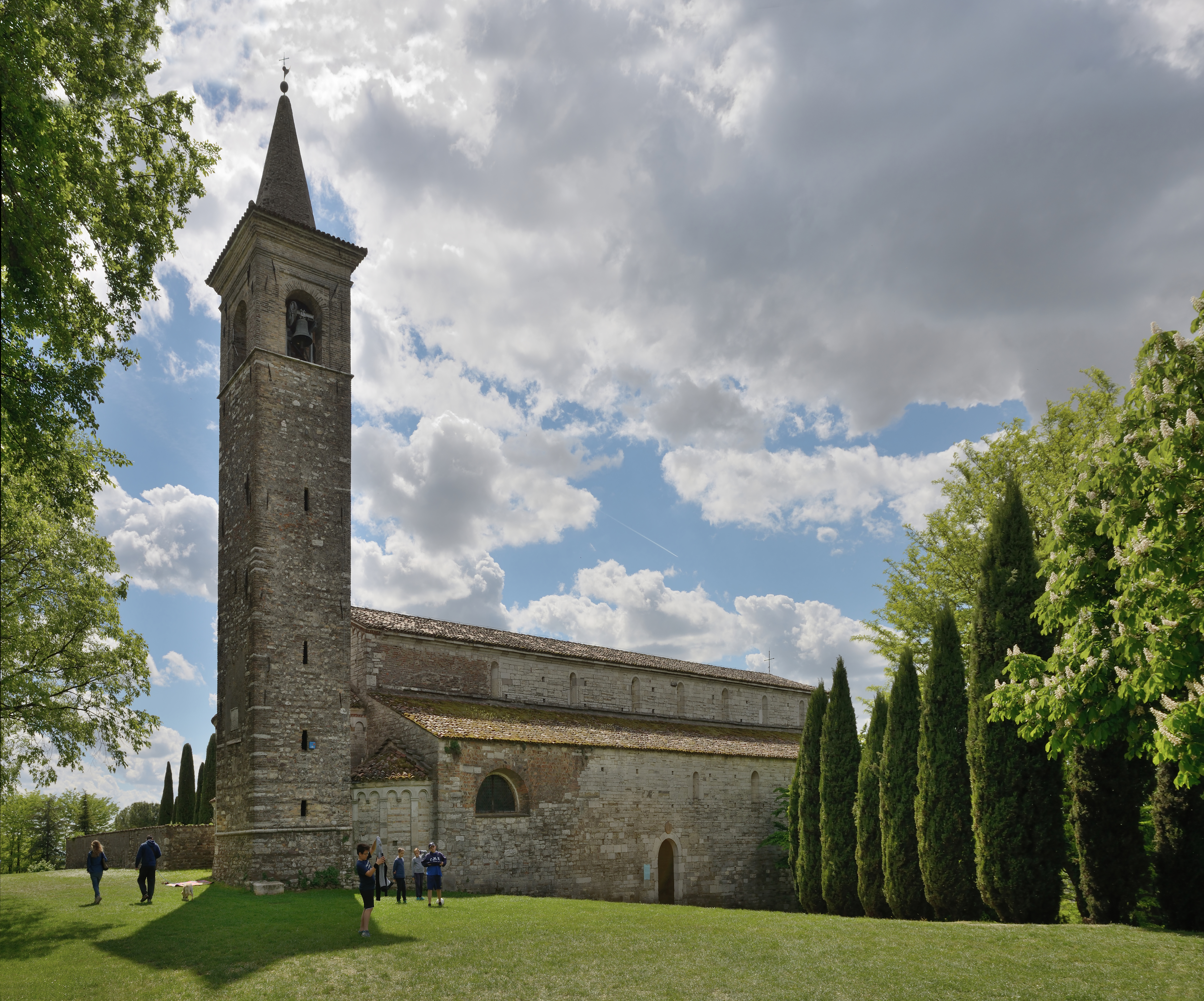
Chiesa di San Pancrazio, in prima vista il campanile e l'abside

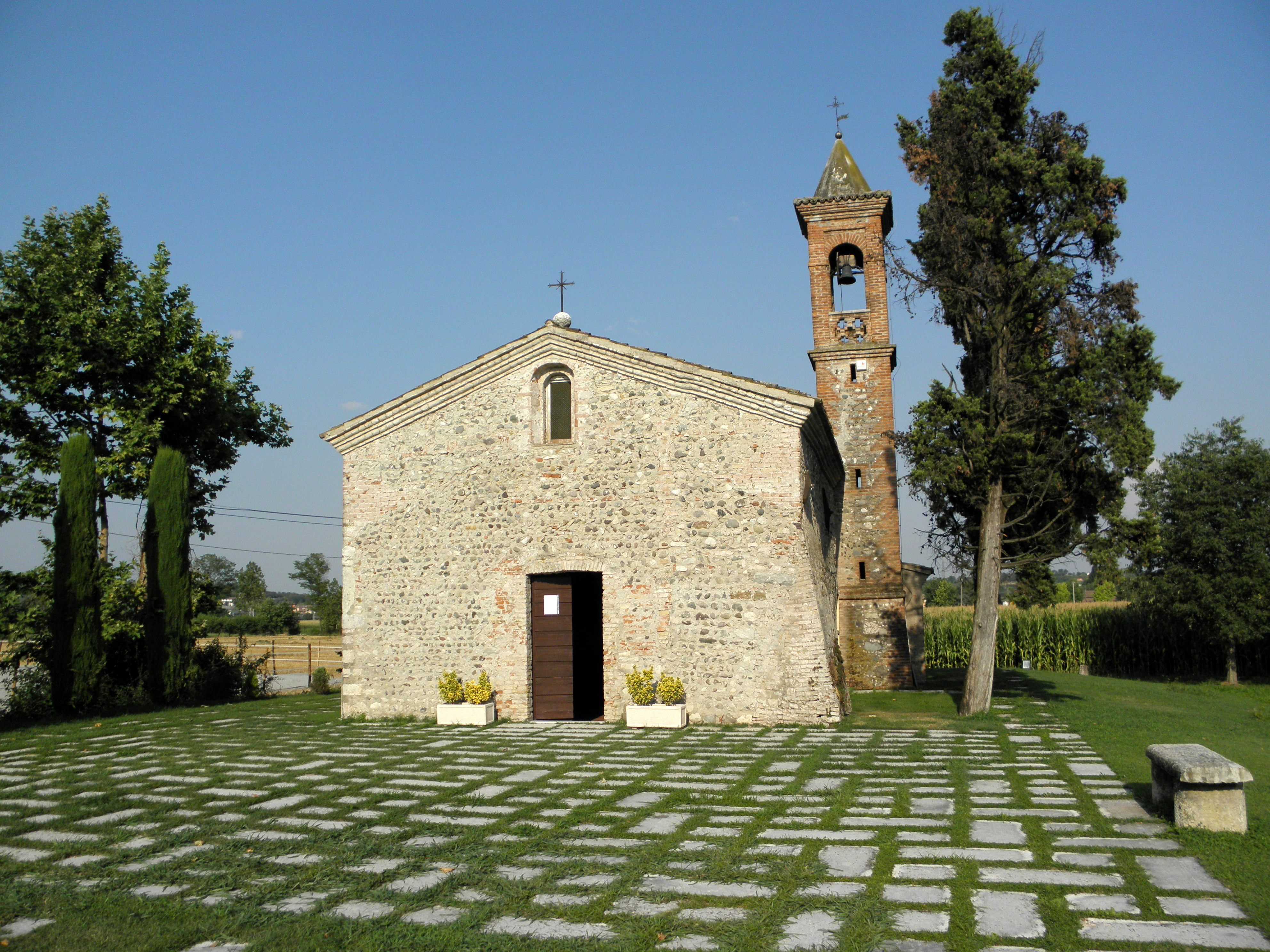
Chiesa di Santa Cristina da Bolsena.

- Duomo di Santa Maria Assunta (Basilica Minore dal 1964)
- Chiesa di Santa Cristina da Bolsena (X secolo)
- Chiesa di Santa Maria del Suffragio (XVI secolo)
- Pieve di San Pancrazio (XII secolo)
- Chiesa di San Pietro (XVIII secolo)
- Santuario di Novagli (XVI secolo)
- Santuario di Rosa Mistica, in località Fontanelle
- Santa Margherita al Colle (XII secolo)
- Chiesa San Giovanni Battista (Castelletto di Vighizzolo XVII secolo)
- Chiesa di Santa Croce (nel Convento dei Capuccini XV secolo)
- Chiesa San Rocco (fraz. Bredazzane XV secolo)
- Chiesa Santa Trinità (fraz. Chiarini XVII secolo)
- Chiesa Madonna del Loreto (fraz. Borgosotto XVII secolo)
- Chiesa Madonna della Bergoma (località Bergoma XVI secolo)
- Chiesa di Santa Giustina (fraz. Ro di Sotto XV secolo)
- Chiesa di San Bernardino (fraz, Ro di sopra XVI secolo)
- Chiesa del Suffragio (XVI secolo)
- Chiesa di Sant' Antonio (fraz. Dugali XVIII secolo)
- Chiesa di Santa Maria Ausiliatrice (1952)
- Chiesa di Santa Maria Addolorata (fraz, Fascia D'oro 1973)
- Chiesa Santa Maria del Rosario (Contrada Trivellini dei Novagli 1994)

### Architetture civili
- Castello Bonoris
- Palazzo Monti
- Palazzo Mazzucchelli
- Palazzo Pilati

## Società

### Evoluzione demografica
Abitanti censiti

### Etnie e minoranze straniere
Al 31 dicembre 2022 gli stranieri residenti sono 3.967, pari al 15,21% della popolazione.

### Tradizioni e folclore

#### Palio dei Novagli
Nella frazione di Novagli si disputa dagli anni ottanta, con ricorrenza annuale, l'omonimo Palio. È una corsa di asini con calesse che si svolge su un percorso circolare tra le case della frazione monteclarense.

## Cultura

### Musei
- Museo Lechi
- Museo storico del Risorgimento Agostino Bianchi
- Museo demologico Giacomo Bergomi
- Museo archeologico PAST - Palazzo dell’Archeologia e della Storia del territorio
- Museo Archeologico Multimediale

### Castello

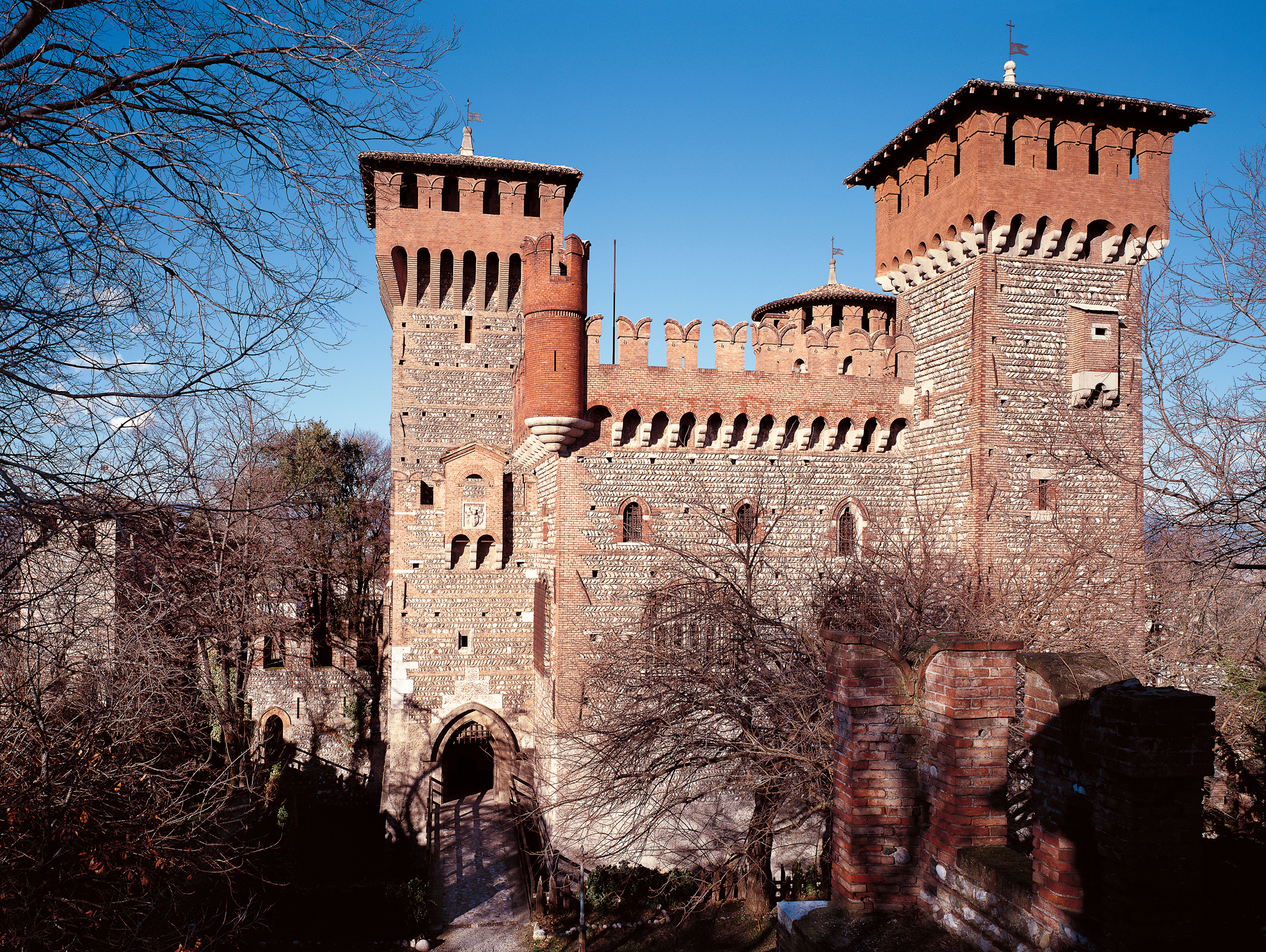
Facciata principale del Castello Bonoris

- Castello Bonoris

### Teatri

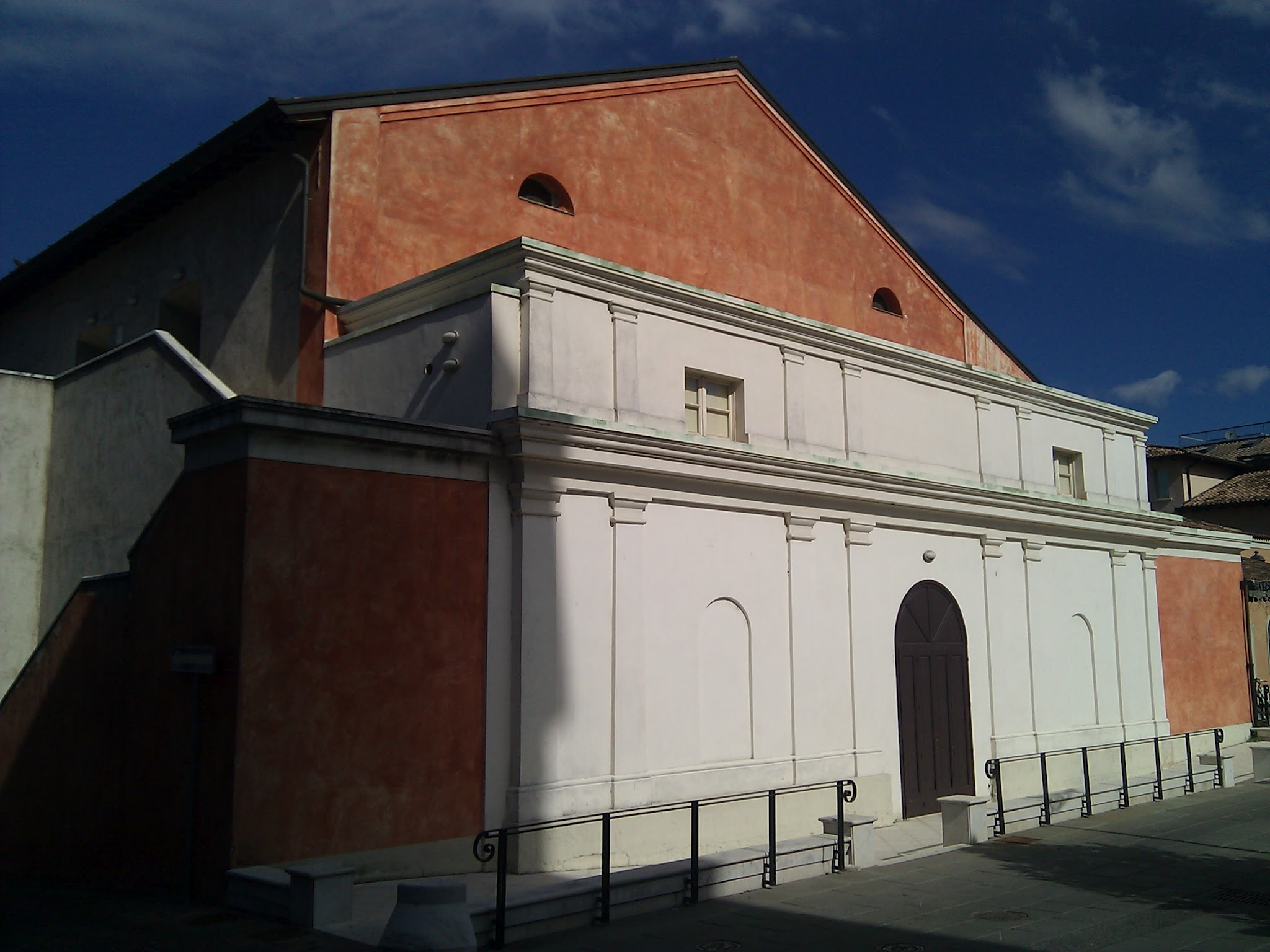
Teatro sociale Bonoris

- Teatro Sociale Gaetano Bonoris
- Teatro Gloria

### Pinacoteca
- Pinacoteca Antonio Pasinetti e Laura Pasinetti

### Biblioteca
- Biblioteca Giovanni Treccani degli Alfieri

## Geografia antropica

### Urbanistica

#### Il centro storico
Montichiari ha un importante nucleo storico, posizionato al centro degli oltre 80 km² che ne compongono la superficie. A raggiera, disposte in modo ordinato sul territorio, sono collocate le frazioni, importanti nuclei urbanizzati che fungono da "sentinelle" nella grande brughiera, quasi a volerne presidiare il territorio, oggi fortemente degradato, soprattutto a nord. Nel centro storico della città trovano posto ben cinque piazze recentemente ristrutturate e pedonalizzate come piazza Santa Maria (già piazza Garibaldi).
Le cinque piazze sono così dislocate: ad est del Duomo si trova piazza Treccani degli Alfieri dove agli inizi del Novecento si svolgeva il secolare mercato del venerdì; a sud ovest, verso l'antico quartiere di Borgosotto si trova piazza Teatro dove trova posto il teatro sociale "Gaetano Bonoris"; a sud est si trova piazzetta San Rocco dove è collocata la biblioteca intitolata a Giovanni Treccani degli Alfieri, l'ideatore ed il patrocinatore dell'enciclopedia Treccani, e la pinacoteca Pasinetti conosciuta come ex ospedale ed infine, a pochi passi da quest'ultima, si trova piazza Senatore Mario Pedini dove sorge il palazzo del Comune.

Recentemente è stata recuperata una struttura importante, palazzo Tabarino, in corso Martiri della Libertà dove, fino al 1995, aveva sede il Municipio e che oggi ospita il Museo Lechi, sede della donazione artistica che i conti Luigi e Piero Lechi hanno fatto alla comunità monteclarense tra il 2005 e il 2008.

#### Quartieri
I principali quartieri della città, ognuno dotato di un proprio comitato,  sono:
- Borgosotto: quartiere più antico della città e primo insediamento abitativo. Trova posto subito a sud del centro. È servito dallo svincolo della Strada statale 236 Goitese e collegato al centro da via Guerzoni e via XXV Aprile (a senso unico, zona centrale), da viale Marconi (ex “circuito”, ad ovest del quartiere), da viale Tre Innocenti (ad est del quartiere) e infine da viale Matteotti, che passa dal colle di San Pancrazio. Comprende la zona industriale “Arzaga”, piste ciclabili, istituti scolastici, centri ricreativi, parchi gioco, alimentari e servizi del terziario. È suddiviso in alcuni villaggi come Branca, Pastelli e Nuvolari.
- City: quartiere più giovane posizionato nell'imminente est del centro dove trovano posto Municipio e uffici comunali, amministrativi, finanziari, postali e giudiziari.
- Allende: posto a est in prossimità di viale Europa, attraversato da via Salvador Allende e delimitato da via Ciotti a sud.
- Pascoli: situato nel primo nord del centro, da cui viene separato da via Mantova. Ad est, Viale Europa lo separa dal quartiere Allende; ad ovest è delimitato da via Battisti.
- Marcolini: collocato ad ovest di viale Marconi (prende il nome da Padre Ottorino Marcolini), nella zona adiacente al fiume Chiese.
- Nuove Marcolini: posto nell’area dell’ex filanda, circoscritto a sud da via Brescia.
- Boschetti: situato a sud-est della città e annesso principalmente tramite via Mantova e, nella parte a sud del quartiere, tramite via San Martino della Battaglia.
- Chiarini : collocato in prossimità nord-est. Viene collegato al centro da viale Europa.
- Vighizzolo : ubicato nell’area di nord-ovest e collegato al centro da via Brescia.

### Frazioni e località
Montichiari comprende nel proprio territorio numerose frazioni:
- Breda Caterina (dista da Montichiari 8.5 km)
- Bredazzane (dista da Montichiari 3,74 km)
- Boschetti (dista da Montichiari 2,62 km)
- Boschetti di Sopra (dista da Montichiari 2,37 km)
- Campagnoli Mattina (dista da Montichiari 2,61 km)
- Campagnoli Sera ( dista da Montichiari 2,68 km )
- Carotte (dista da Montichiari 4,85 km)
- Casuccio (dista da Montichiari 2,98 km)
- Chiarini (dista da Montichiari 2,22 km)
- Colombara Orlandini (dista da Montichiari 4,56 km)
- Contrada Marcella (dista da Montichiari 4,00 km)
- Contrada Bellandi (dista da Montichiari 4.7 km)
- Dosso (dista da Montichiari 2,18 km)
- Dugali di Sotto (dista da Montichiari 3,17 km)
- Fascia d'Oro ( dista da Montichiari 8,53 km )
- Fontanelle ( dista da Montichiari 4.7 km )
- Livellazzo (dista da Montichiari 5,60 km)
- Luogo Nuovo (dista da Montichiari 1,54 km)
- Madonnina (dista da Montichiari 2,78 km)
- Novagli (dista da Montichiari 6,11 km)
- Novagli Campagna (dista da Montichiari 5,85 km)
- Parma (dista da Montichiari 3,72 km)
- Pisetti (dista da Montichiari 4,48 km)
- Polonini (dista da Montichiari 4,12 km)
- Pozzo Cavato (dista da Montichiari 3,27 km)
- Premoli (dista da Montichiari 5,56 km)
- Ro di Sopra (dista da Montichiari 3,5 km)
- Sacca (dista da Montichiari 4,20 km)
- San Giorgio (dista da Montichiari 4,81 km)
- Sant'Antonio (dista da Montichiari 3,96 km)
- Santa Cristina (dista da Montichiari 2,60 km)
- Santellone (dista da Montichiari 5,2 km)
- Santa Giustina (dista da Montichiari 11 km)
- San Bernardino (dista da Montichiari 4 km)
- Teotti (dista da Montichiari 2,34 km)
- Terminoni (dista da Montichiari 6,34 km)
- Trainini (dista da Montichiari 4,92 km)
- Trivellini (dista da Montichiari 4,65 km)
- Vighizzolo.( dista da Montichiari 3,54 km )

### Lo sviluppo urbanistico-demografico
Montichiari, nell'ultimo decennio, ha conosciuto una grande crescita demografica e urbanistica dovuta alla vastità del territorio. L'aumento della popolazione e dello spazio abitativo è avvenuto in modo uniforme sia in centro che nelle frazioni.
Nel corso del XX secolo la brughiera di Montichiari, posta a nord-ovest del centro abitato, è stata interessata da attività di estrazione della ghiaia che ha portato alla formazione di cave di estrazione, attività che continua ancora oggi. Dagli anni ottanta la presenza di queste cave ha favorito l'insediamento, che continua ancora oggi, di discariche di rifiuti di ogni tipologia (urbani, pericolosi, speciali e tossico-nocivi), per un totale di più di 13.000.000 di m3.

## Economia
L'economia locale si articola sui tre settori.

### Agricoltura
Sono presenti coltivazioni di cereali, frumento, ortaggi, foraggi, olivo e frutteti.
Un settore molto praticato è l'allevamento di bovini, suini ed avicoli.

### Settore Industriale
Troviamo presenti i settori lattiero-caseario, tessile, calzaturiero, metalmeccanico, edile e automobilistico.
Sono presenti inoltre calzifici, fabbriche di serramenti in alluminio e per la costruzione di stampi, tipografie, vetrerie.

### Terziario
Sono presenti una rilevante rete distributiva, servizi bancari e una stazione radiotelevisiva.

## Infrastrutture e trasporti

### Strade
Il comune interessato dall’Autostrada A21 racc, dalla strada statale 668 Lenese, dalla strada statale 236 Goitese, dalla Strada statale 343 Asolana e dalla strada statale 236 Goitese, che nell'ambito del comune incrocia la ex strada provinciale 668.

### Autostrade
Il comune è servito dall’ Autostrada A21 racc Ospitaletto - Montichiari. 

### Tangenziali
Il comune è interessato dal percorso della ex strada statale 236 Goitese (ora strada provinciale bresciana 236 goitese) che nell'ambito del comune incrocia la ex Strada statale 668 Lenese e serve la città con svincoli a:
1. Montichiari Ospedale (Novagli, Boschetti)
2. Zona industriale Arzaga;
3. Borgosotto (centro città);
4. Montichiari ovest (Bredazzane, Santa Cristina, Sant'Antonio, Santellone)
5. Montichiari Fiera;
6. Zone industriali Ro - San Bernardino (Vighizzolo);
7. Montichiari Aeroporto;
8. Zona industriale Fascia d’oro nord.

La Strada statale 668 Lenese mette in comunicazione Montichiari con Ghedi ad ovest (passando per Santellone) e altresì con il Lago di Garda a nord-est, delimitando la parte superiore del quartiere Chiarini.
La Strada statale 236 Goitese annette il comune a Castenedolo e poi Brescia a nord, e a sud-est permette il collegamento fino a Mantova.
Via Madonnina collega San Giorgio (frazione a sud) a Borgosotto e quindi Montichiari a Carpenedolo.
Ad est, via Mantova (che raccoglie anche il traffico di via Trieste) annette Boschetti e Novagli al centro, e Montichiari a Castiglione delle Stiviere.
Via Felice Cavallotti unisce il vero e proprio centro del comune a Calcinato, passando per il quartiere Pascoli e il villaggio Manzoni.
Calvisano è annesso tramite la SP 19 che attraversa la frazione Bredazzane.
Nei pressi della frazione Novagli mattina, la Strada statale 343 Asolana mette in comunicazione Montichiari con la città di Parma.

### Ferrovie e tranvie

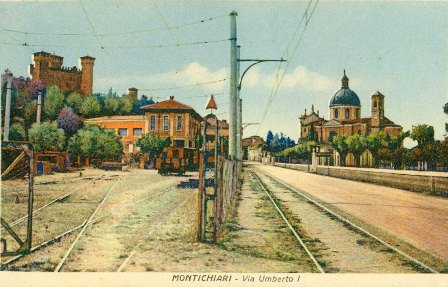
Montichiari, via Umberto I - cartolina colorata con la stazione tranviaria

Nel 1882 a Montichiari fu inaugurata una stazione lungo la tranvia Brescia-Mantova-Ostiglia, relazione effettuata con mezzi a vapore e soppressa nel 1933. La tratta Brescia-Carpenedolo rimase tuttavia in esercizio quale tranvia elettrica suburbana, a cura della Provincia, fino al 1952.

### Aeroporti
Il territorio comunale ospita l'Aeroporto di Brescia-Montichiari, intitolato a Gabriele D'Annunzio, aperto al traffico civile nel 1999.

## Amministrazione
| Sindaco                     | Sindaco        | Sindaco                       | Partito | Coalizione     | Coalizione | Mandato        | Mandato        | Elezione |
| Sindaco                     | Sindaco        | Sindaco                       | Partito | Coalizione     | Coalizione | Inizio         | Fine           | Elezione |
| --------------------------- | -------------- | ----------------------------- | ------- | -------------- | ---------- | -------------- | -------------- | -------- |
| 1                           |                | Giovanni Battista Bressanelli | DC      |                | DC         | 1946           | 1946           | 1946     |
| 2                           |                | Bruno Mazza                   | DC      | 1946           | DC         | 1951           |                | 1946     |
| 2                           | 1951           | Bruno Mazza                   | DC      | 1956           | DC         | 1951           |                |          |
| 2                           | 1956           | Bruno Mazza                   | DC      | 1960           | DC         | 1956           |                |          |
| 2                           | 1960           | Bruno Mazza                   | DC      | 1964           | DC         | 1960           |                |          |
| 3                           |                | Giuseppe Scalvini             | DC      | 1964           | DC         | 1970           | 1964           |          |
| 3                           | 1970           | Giuseppe Scalvini             | DC      | 1972           | DC         | 1970           |                |          |
| 4                           |                | Gianantonio Tosoni            | DC      | 1972           | DC         | 1970           | 1975           |          |
| 4                           | 1975           | Gianantonio Tosoni            | DC      | 1977           | DC         | 1975           |                |          |
| 5                           |                | Giliolo Badilini              | DC      | 1977           | DC         | 1975           | 1980           |          |
| 5                           | 1980           | Giliolo Badilini              | DC      | 1985           | DC         | 1980           |                |          |
| 5                           | 13 giugno 1985 | Giliolo Badilini              | DC      | 13 giugno 1990 | DC         | 1985           |                |          |
| 5                           | 13 giugno 1990 | Giliolo Badilini              | DC      | 8 maggio 1995  | DC         | 1990           |                |          |
| Elezione diretta (dal 1995) |                |                               |         |                |            |                |                |          |
| (5)                         |                | Giliolo Badilini              | PPI     |                | PPI–Civica | 8 maggio 1995  | 28 giugno 1999 | 1995     |
| 6                           |                | Gianantonio Umberto Rosa      | LN      |                | LN–Civiche | 28 giugno 1999 | 28 giugno 2004 | 1999     |
| 6                           | 28 giugno 2004 | Gianantonio Umberto Rosa      | LN      | 23 giugno 2009 | LN–Civiche | 2004           |                |          |
| 7                           |                | Elena Zanola                  | LN      |                | LN–Civiche | 23 giugno 2009 | 10 giugno 2014 | 2009     |
| 8                           |                | Mario Fraccaro                | PD      |                | PD–Civiche | 10 giugno 2014 | 10 giugno 2019 | 2014     |
| 9                           |                | Marco Togni                   | LN      |                | LN–FI–FdI  | 10 giugno 2019 | 10 giugno 2024 | 2019     |
| 9                           | 10 giugno 2024 | Marco Togni                   | LN      | in carica      | LN–FI–FdI  | 2024           |                |          |

### Gemellaggi
Montichiari è gemellata con:
- Gambettola, per l'affinità motoristica con il centro romagnolo[43]
- Pescara, Città Dannunziana[senza fonte]

## Sport
Ha sede nel comune la società di calcio Voluntas Montichiari e la città è stata sede fino al 2003 della società di pallacanestro Montichiari Sportiva.
Dalla stagione 2013-14 vi si è trasferita la squadra di pallavolo femminile Promoball Volleyball Flero, che ha raggiunto la promozione in A1 e ha come sede di gioco il PalaGeorge.
Nel 2017 è nata la società di atletica leggera Atletica Montichiari.

### Impianti sportivi
A Montichiari è presente un velodromo coperto, inaugurato nel 2009, con 1 400 posti a sedere.
Adiacente al velodromo è collocato il PalaGeorge, struttura di 4 300 posti a sedere, che ospita attività sportive ed eventi musicali.
Ha sede nel comune, adiacente al quartiere Marcolini, lo stadio di calcio intitolato a Romeo Menti, in disuso, che comprendeva 2 500 posti a sedere. 
Nel centro sportivo Montichiarello, limitrofo al quartiere Boschetti, sono presenti quattro campi da calcio in erba sintetica.
All'Aquatic Center Montichiari si trovano le piscine comunali, che offrono corsi di agonismo, fitness e formazione.
Il tennis monteclarense è dotato di ben cinque campi, di cui tre al coperto e due allo scoperto.